# Katya Gibel Mevorach
Katya Gibel Mevorach, auch bekannt als Katya Gibel Azoulay, (geboren am 18. Juni 1952 in New York City) ist eine US-amerikanisch-israelische Anthropologin. Sie ist Professorin für Anthropology and American Studies am Grinnell College in Grinnell, Iowa. Ihr Forschungsgebiet ist die Konstruktion ethnischer Identitäten mit Schwerpunkt auf der Überschneidung jüdischer und afroamerikanischer Kultur.

## Leben und Werk
Katya Gibel Mevorach machte ihren Schulabschluss 1970  an der Brearley School in New York. Sie zog nach Israel und studierte Afrikastudien und Englisch an der Hebräischen Universität Jerusalem. 1982 machte sie dort ihren Bachelor-, 1988 ihren Master-Abschluss. Danach kehrte sie in die USA zurück und begann ein Postgraduales Studium in den Fächern Kulturanthropologie und Women’s Studies an der Duke University. 1995 erlangte sie ihren Ph.D. in Kulturanthropologie.
1996 erhielt Gibel Mevorach ihren ersten Lehrauftrag am Institut für Anthropologie, Amerikastudien und Afroamerikanische Studien des Grinnell College. Von 1996 bis 2000 war sie an ihrer Universität Vorsitzende der Africana Studies Concentration. 2001 wurde sie Associate Professor. Von 2004 bis 2005 und erneut seit 2015 ist sie Vorsitzende der American Studies Concentration. Seit 2010 ist Gibel Mevorach Professorin am Grinnell College und leitet dort den Fachbereich der American Studies.
In ihrem Buch Black, Jewish and Interracial untersuchte Gibel Mevorach die ethnischen und kulturellen Identitäten schwarzer, jüdischer Menschen in den USA, ausgehend von ihrer eigenen Familiengeschichte. Es erschien 1997. In ihrer wissenschaftlichen Arbeit beschäftigt sie sich auch mit Rassismus, Antisemitismus und deren Überschneidung. Sie schrieb auch Kolumnen in Tageszeitungen, unter anderem für die Jerusalem Post.
Gibel Mevorach ist mit dem Film- und Installationskünstler Yoram Mevorach verheiratet, der unter dem Künstlernamen Oyoram arbeitet.

## Schriften (Auswahl)
- Black, Jewish and Interracial. It’s Not the Color of Your Skin but the Race of Your Kin and Other Myths of Identity. Duke University Press, Durham/London 1997, ISBN 978-0-8223-1975-7.
- Personal Landmarks on Pedagogical Landscapes. In: Deborah H. Holdstein, David Bleich (Hrsg.): Personal Effects. The Social Character of Scholarly Writing. Utah State University Press, 2001, ISBN 978-0-8742-1429-1, S. 277–295.
- Jewish Identity and the Politics of a (Multi)Racial Category. In: Lisa Tessman, Bat-Ami Bar On (Hrsg.): Jewish Location. Traversing Racialized Landscapes. Rowman & Littlefield, 2001, ISBN 978-0-8476-9654-3, S. 89–113.
- Interpreting the Census. The Elasticity of Whiteness and the Depoliticization of Race. In: Curtis Stokes, Theresa Melendez (Hrsg.): Racial Liberalism and the Politics of Urban America. Michigan State University Press, East Lansing 2003, ISBN 978-0-8701-3669-6, S. 155–170.
- Reflections on ‘Race’ and the Biologization of Difference. In: Sander L. Gilman (Hrsg.): Race and Contemporary  Medicine. Routledge, London 2007, ISBN 978-0-4157-5958-8.
- When Words Have Failed and Political Rhetoric Turns Stale. Race, Racism and Caste. In: Balmurli Natrajan, Paul Greenough (Hrsg.): Against Stigma. Studies in Caste, Race and Justice Since Durban. Orient Longman Press, ISBN 978-8-1250-3600-5, Delhi 2008.